# Tipula hortorum
Tipula hortorum is een tweevleugelige uit de familie langpootmuggen (Tipulidae). De wetenschappelijke naam van de soort werd in 1758 gepubliceerd door Carl Linnaeus. De soort komt voor in het Palearctisch gebied.